# Палоп, Андрес
Андре́с Пало́п Серве́ра (исп. Andrés Palop Cervera, испанское произношение: [anˈdɾes paˈlob]; 22 октября 1973, Валенсия) — испанский футболист, вратарь. Чемпион Европы 2008 года.

## Карьера
В «Валенсии», воспитанником которой он является, Палоп был дублёром Сантьяго Канисареса, а в «Севилье» стал основным вратарём.
15 марта 2007 года в ответном поединке 1/8 финала Кубка УЕФА с донецким «Шахтёром» в компенсированное время второго тайма при счёте 2:1 в пользу украинской команды, Андрес после розыгрыша углового головой забил гол и сравнял счёт. В дополнительное время «Севилья» забила ещё один гол и вышла в следующий раунд турнира. В финале Кубка УЕФА с «Эспаньолом» в послематчевой серии пенальти Палоп отразил 3 удара, что позволило «Севилье» второй раз подряд выиграть этот турнир. Палоп был назван лучшим игроком финального матча.
Андрес Палоп в составе сборной Испании на Евро-2008 стал чемпионом Европы, не сыграв на нём ни одного матча.
3 июня 2013 года Палоп подписал годичный контракт с леверкузенским «Байером».
В апреле 2014 года Палоп объявил о завершении карьеры.
С февраля 2015 по май 2016 возглавлял «Алькояно».

## Достижения
«Валенсия»
- Чемпион Испании (2): 2001/02, 2003/04
- Обладатель Кубка УЕФА: 2003/04
- Обладатель Суперкубка УЕФА: 2004

«Севилья»
- Обладатель Кубка УЕФА (2): 2005/06, 2006/07
- Обладатель Суперкубка УЕФА: 2006
- Обладатель Кубка Испании (2): 2006/07, 2009/10
- Обладатель Суперкубка Испании: 2007

Сборная Испании
- Чемпион Европы: 2008